# 达维德·法劳尼
马尔科·达维德·法劳尼（義大利語：Marco Davide Faraoni，1991年10月25日—）是一位意大利足球运动员，現效力于意大利足球甲级联赛俱乐部維羅納，司职后卫。他曾代表意大利各級國家青年隊出賽。

## 俱乐部生涯

### 青年队
法劳尼出生于意大利拉齐奥大区罗马省的布拉奇亚诺，他的足球生涯也始于家乡的拉齐奥青年队，在场上担任中后卫或者右后卫。在青年队期间，法劳尼代表拉齐奥各级梯队出赛。其中在2009–10赛季由于前十字韧带损伤而缺席了数月的比赛。
2010年7月1日，法劳尼自由转会到国际米兰，与新东家签署了一份为期四年的合同。在接下来的一个赛季里，他进入了国际米兰预备队并随队赢得了维亚雷吉奥杯(青年队杯)。这届赛事中，法劳尼充分展现了自己技术全面、适应力强的特点，踢过左右边后卫和右边锋三个位置。在莱昂纳多担任球队主教练以后, 法劳尼曾经数次进入一线队大名单，但却从来没有正式在意甲联赛中登场。

### 国际米兰

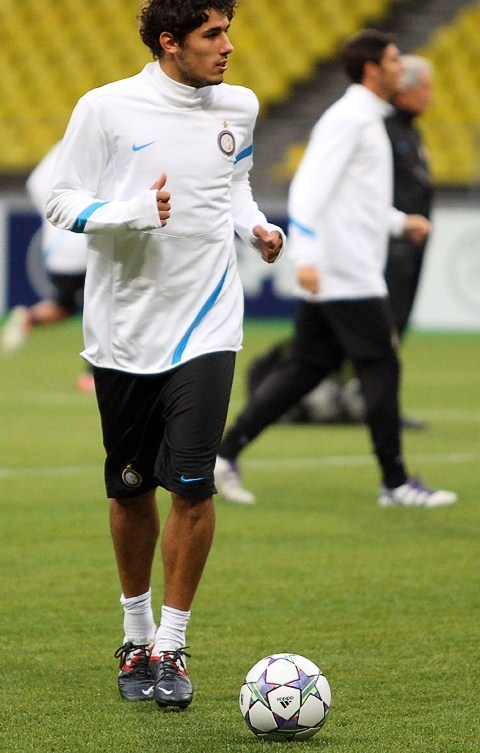
法劳尼参加国际米兰训练

2011年，随着新教练加斯佩里尼的到来，法劳尼终于获得了一线队的出场机会，他在季前友谊赛中通常踢新教练惯用的3–4–3阵型中的右前卫位置，晚些时候他在中国北京举行的2011年意大利超级杯上首次代表国际米兰参加正式比赛，法劳尼在该场比赛第63分钟替换左前卫阿尔瓦雷斯上场。三个月后他在国米2–1战胜卡利亚里的比赛补时阶段替补登场。2011年11月22日，法劳尼在欧洲冠军联赛小组赛第5轮国际米兰1-1战平特拉布宗体育的比赛中替下阿尔瓦雷斯，完成了个人欧冠处子秀。
由于中后场主力、等几位主力伤病或轮休，法劳尼在右前卫位置上参加了国际米兰12月的4场联赛和一场欧冠比赛，其中在对阵佛罗伦萨时的出色发挥受到多方赞扬。2012年1月7日他在对阵帕尔马的比赛中替补出场，并在全场比赛第77分钟时打入全队第5个进球，这也是他在意甲联赛中的首粒进球。1月12日，国际米兰俱乐部宣布与法劳尼签订了一份为期4年的新合约。一周后法劳尼便在意大利杯与热那亚的比赛中完成杯赛处子秀。
二月下旬，由于球队饱受大面积伤病困扰，法劳尼重新回到首发阵容出场三次，位置多有变动。但在斯特拉马乔尼接任主教练之后，他便彻底无缘登场。

### 乌迪内斯
另一支意甲俱乐部乌迪内斯队在2012年7月9日宣布他们获得了了法劳尼的一半所有权，这笔交易是转会国际米兰合同的一部分。转会之后，法劳尼在2012年8月25日与佛罗伦萨的比赛中首次为新球队登场。次年6月乌迪内斯买断了他的全部所有权。

### 沃特福德
2013年7月9日，法劳尼的经纪人向天空体育台确认他将与沃特福德签约五年，身披19号球衣。他在2013年8月3日客场挑战伯明翰城的比赛中上演转会后的首秀，之后又在8月17日客战雷丁的比赛中于下半时攻入一记头球。法劳尼在2-3负于诺里奇城的杯赛上同样有一球入账。在沃特福德度过了一个赛季并为球队登场了43次之后（其中38场联赛），他在个人Twitter上宣布自己将于2014年7月重返意大利。

### 乌迪内斯
在沃特福德效力一个赛季后，法劳尼于2014年7月再次回到乌迪内斯。

## 荣誉
国际米兰（青年队）
- 维亚雷吉奥杯：2011

国际米兰（友谊赛）
- TIM三角赛：2011